# Bălan (Sălaj)
Bălan é uma comuna romena localizada no distrito de Sălaj, na região histórica da Crișana (parte da Transilvânia). A comuna possui uma área de 94.70 km² e sua população era de 3978 habitantes segundo o censo de 2007.